# Pidjorodna
Pidjorodna (en ucraniano: Підгородна, romanizado: Pidhorodna) es un pueblo ucraniano perteneciente al óblast de Mikolaiv. Situado en el sur del país, forma parte del raión de Pervomaisk y es parte del municipio (hromada) de Pervomaisk.  

## Toponimia
El nombre de la ciudad en ruso es Podgorodnaya (en ruso: Подгородная). 

## Geografía
El asentamiento está ubicado en la margen izquierda del río Siniuja, un afluente izquierdo del Bug Meridional, 9 km al noreste de Pervomaisk y 170 km al noroeste de Mikolaiv.  

## Historia
La estación de tren de Pidjorodna fue construida en 1899, pertenecendo al uyezd de Yelisavetgrad en la gobernación de Jersón.  
El 16 de abril de 1920, la gobernación de Jersón pasó a llamarse gobernación de Mikolaiv y el 21 de octubre de 1922 se fusionó con la gobernación de Odesa. En 1923, se abolieron los uyezds de la República Socialista Soviética de Ucrania y las gobernaciones se dividieron en ókrugs. Se estableció eñ raión de Bohopil del ókrug de Pervomaisk, y la estación de tren de Pidjorodna se incluyó en el raión de Bohopil. En 1925, las gobernaciones fueron abolidas y los ókrugs quedaron directamente subordinadas a la RSS de Ucrania. En 1927, el raión de Bohopil pasó a llamarse raión de Pervomaisk. En 1930, se abolieron los okrugs y las raiones quedaron directamente subordinadas a la República Socialista Soviética de Ucrania. El 27 de febrero de 1932, se estableció el óblast de Odesa y el raión de Pervomaisk se incluyó en el óblast de Odesa. El 17 de febrero de 1954, el raión de Pervomaisk fue trasladado al óblast de Mikolaiv.
Cerca del pueblo se encontraba el aeropuerto del mismo nombre, usado con fines militares entre el 17 de octubre de 1952 y el 6 de febrero de 1959. En 1960, a Pidjorodna se le concedió el estatus de asentamiento de tipo urbano.
En 2023, Pidjorodna perdió el estatus de asentamiento de tipo urbano en la legislación ucraniana debido a la eliminación de este estatus administrativo.

## Demografía
La evolución de la población de Pidjorodna entre 1989 y 2022 fue la siguiente:
| 2913                                                          | 2580 | 2209 | 2212 | 2199 | 2150 |
| (Fuente: Cities & Towns of Ukraine y UKRAINE: Größere Städte) |      |      |      |      |      |

Según el censo de 2001, la lengua materna de la mayoría de los habitantes, el 83,14%, es el ucraniano; del 11,86% es el ruso.

## Infraestructura

### Transportes
Pidjorodna tiene una estación de tren que está conectada por tres líneas con Jaivoron, Pomichna y Podilsk vía Pervomaisk. Por el pueblo discurren las carreteras territoriales T-15-04 y T-12-19.